# Sabine Lange (Schriftstellerin)
Sabine Lange (* 20. Juni 1953 in Stralsund) ist eine deutsche Schriftstellerin und Herausgeberin.

## Leben
Sabine Lange studierte nach dem Abitur im Jahr 1971 bis 1975 Pädagogik (Mathematik und Geographie) an der Ernst-Moritz-Arndt-Universität Greifswald, von 1976 bis 1978 im Fernstudium Musik (Klavier) am Konservatorium Rostock und von 1987 bis 1990 ebenfalls im Fernstudium Literatur am Literaturinstitut „Johannes R. Becher“ in Leipzig. Sie arbeitete als Lehrerin für Mathematik und Klavier und war als Folkloreforscherin in Neustrelitz tätig.
Von 1984 bis 1999 war sie Archivarin des Fallada-Nachlasses im Hans-Fallada-Archiv Feldberg. 2001 nahm sie an der XXV. Konferenz der German Studies Association in Washington D.C. mit einem Vortrag zur Fallada-Erbepflege in der DDR teil und begann 2002 im Auftrage des Landesbeauftragten für die Stasi-Unterlagen (LStU) in Mecklenburg-Vorpommern mit der Aufarbeitung der Stasiverstrickungen um den Fallada-Nachlass. 2004 gründete sie gemeinsam mit dem Schriftsteller Werner Liersch und anderen kritischen Fallada-Forschern das Internationale Fallada-Forum, das Fallada-Konferenzen unter anderem in der Akademie der Künste in Berlin, in Regina (Kanada) und in Dublin veranstaltete. Ihr Buch Fallada – Fall ad acta? Sozialistische Erbepflege und das MfS (Edition Temmen 2006), das 2009 nach einem Gerichtsurteil des Landgerichtes Hamburg vom Markt genommen wurde, ist „eine Studie über die Vereinnahmung des Dichters Hans Fallada durch den DDR-Staat, die ideologischen Hintergründe, die Umdeutungen des Werks, die Reglementierung beim Zugang zum Nachlass, die Protagonisten restriktiver Erbepflege bis zum ignoranten Umgang mit dieser Geschichte im Literaturzentrum wie in der Hans-Fallada-Gesellschaft (hfg). Dabei ist es zum ersten Mal gelungen, an einem Beispiel ein Stück der Anatomie von DDR-Literaturpolitik freizulegen, über die nur ein Insider so detailliert berichten kann.“
Sabine Lange veröffentlichte mehrere Bücher und diverse Aufsätze zu Hans Fallada und schreibt Lyrik. Von 2004 bis 2011 war sie Mitglied im Verband deutscher Schriftsteller und ist seit 2007 Mitglied im Autorenkreis der Bundesrepublik. Seit 2013 ist sie Mitglied im PEN-Zentrum Deutschland. Sabine Lange hat eine Tochter.

## Ehrungen
- 1966 Preisträger beim 1. Kammermusiktreffen der DDR in Leipzig als Klaviertrio „Frick“
- 1989 Sonderpreis des Kulturbundes „Der Mensch und seine Landschaft“ für Auszüge aus Tagebücher einer Archivarin
- 1995 Nominierung für den „Alfred-Gesswein-Literaturpreis“ für Lyrik
- 1995 Arbeitsstipendium im Baltic-Centre of Writers and Translators in Visby/Schweden
- 2003 Künstlerstipendium des Ministeriums für Bildung, Wissenschaft und Kultur Mecklenburg-Vorpommern für „Tagebücher einer Archivarin“
- 2008 Nominierung für den Hans Fallada Preis Neumünster für den Roman Schlüsselbund
- 2011 Nominierung des Drehbuches „Die Archivarin“ von Jörg Gfrörer (nach dem Roman Schlüsselbund, der Dokumentation Fallada – Fall ad acta? und unveröffentlichten Tagebuchaufzeichnungen von Sabine Lange) für den Deutschen Drehbuchpreis
- 2012 Kulturelle Filmförderung des Landes Mecklenburg-Vorpommern für das Drehbuch Der Himmel über Wanzka von Sabine Lange

## Schriften (Auswahl)
Bücher
- Immer zu Fuß (Gedichte), federchen Verlag, Neubrandenburg 1994.
- Und dieser See an meiner Tür – Mit Hans Fallada durch die Feldberger Landschaft, Steffen Verlag, Friedland 2002.
- Das Ohr meiner Katze (Gedichte), Steffen Verlag, Friedland 2005.
- The Fishermen Sleep (Gedichte, zweisprachig, mit Übersetzungen von Jenny Williams), Todmorden, England 2005.
- Hans Fallada: Köstliche Zeiten, (Der Schmortopf ist ganz überflüssig, 2001) (Hrsg.), Aufbau Verlag, Berlin 2006.
- Fallada – Fall ad acta? – Sozialistische Erbepflege und das MfS, Edition Temmen, Bremen 2006.
- Verschwiegene Gedichte (Gedichte), Edition Rugerup, Schweden 2006.
- Schlüsselbund (Roman), Edition Rugerup, Schweden 2007.
- Hans Fallada: In meinem fremden Land, Gefängnistagebuch 1944 (Hrsg. Jenny Williams, Sabine Lange), Aufbau Verlag, Berlin 2009.
- Feldberger Abendstille, Gedichte und Malerei, Mit Bildern von E. Hobb, Feldberg 2018.
- Lockdown im Seniorenheim, Frühjahr 2020. Tagebuch. 2021.

Aufsätze zu Fallada
- Fallada-Fall ad acta? Sozialistische Erbepflege und das Ministerium für Staatssicherheit. In: Die Provinz in Leben und Werk von Hans Fallada. Kolloquium des Fallada-Forums, 4. Dezember 2004, Akademie der Künste, Berlin.
- Zwischen Ausschluß und Vereinnahmung. Hans Fallada und das kollektive Gedächtnis in der DDR. In: Carsten Gansel: Gedächtnis und Literatur in den „geschlossenen Gesellschaften“ des Real-Sozialismus zwischen 1945 und 1989.
- Zur Geschichte des Fallada-Nachlasses. Überlieferung-Substanz-Perspektiven. In: Carsten Gansel, Werner Liersch (Hrsg.): Zeit vergessen, Zeit erinnern. Hans Fallada und das kulturelle Gedächtnis. Vandenhoeck & Ruprecht, Göttingen 2008, ISBN 978-3-89971-407-4 S. 197–203.
- Fallada – Fall ad acta? Geschichte eines fortgesetzten Verrates. In: Mitteldeutsches Jahrbuch für Kultur und Geschichte, Jg. 18 (2011), S. 290 ff.
- Dachsbraten hinter Gittern. In: Krachkultur, Heft 16/2014, Krachkultur Verlag München.
- Politisch schwierig war’s mit Fallada. Wendefolgen: Eine Vierteljahrhundertbilanz der Erschließung von Leben und Werk, FAZ, 27. Juni 2016.

## Hörfunk
- Thomas Gaevert: Eine unbequeme Archivarin – Sabine Lange und die Stasi-Spitzel im Literaturzentrum Neubrandenburg. Südwestrundfunk, Erstsendung am 30. Oktober 2017, Feature für SWR2 Tandem – 25 Minuten.
- Lesestunde am 6. Februar 2025 (Teil 1) und 13. Februar 2025 (Teil 2) aus dem Roman "Schlüsselbund" auf Kontrafunk